# ランキアム礁

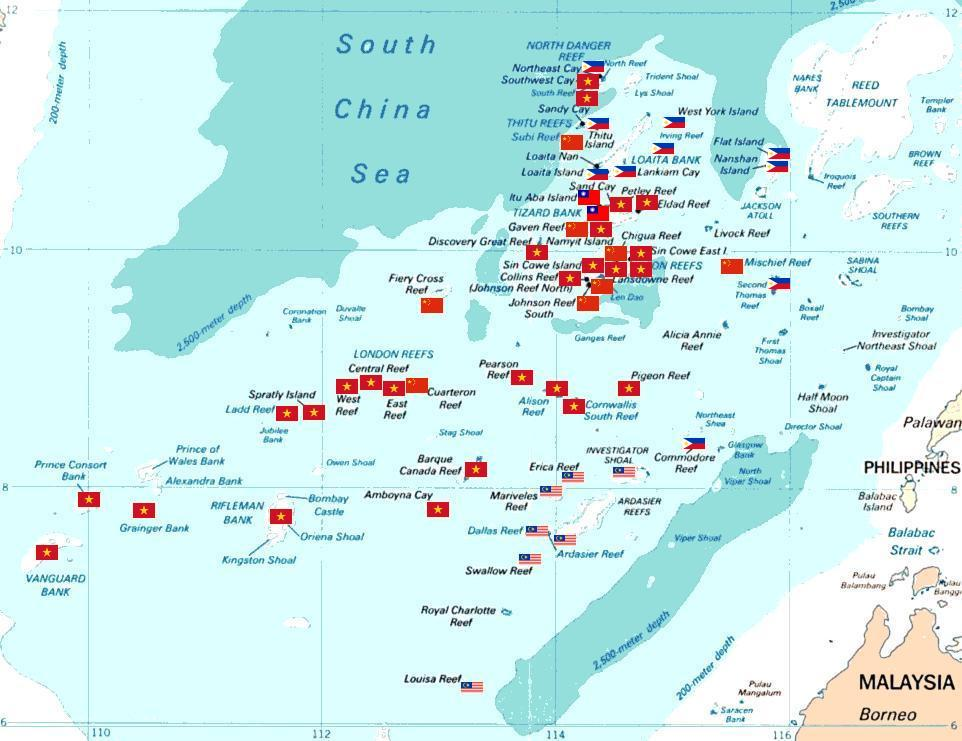
南沙諸島の実効支配状況

ランキアム礁（英語: Lankiam Cay、タガログ語: Panata、ベトナム語：Đá An Nhơn / 𥒥安然、中国語: 楊信沙洲）は、南沙諸島のロアイタ堆（英語: Loaita Bank、中国語: 道明群礁）の南東部に位置する砂堆である。

## 地理
満潮時もごく少ない面積が海面上に露出する。監視哨が設置されていない無人の砂堆である。
かつては小さな砂礁だったと推測されているが、2018年現在では砂地の部分はほとんど波に洗われてしまい、完全に水没した暗礁と小さな砂州だけが存在する。

## 領有
フィリピンが実効支配しているが、中華人民共和国、中華民国（台湾）、ベトナムも領有権を主張している。
ロアイタ島に駐留するフィリピン軍兵士が定期的に巡回に来ている。